# Phare Gustaf Dalén
Le phare Gustaf Dalén (en finnois : Gustaf Dalén majakka) est un feu en mer situé en baie de Kihti, à l'est de la municipalité de Kumlinge, en région d'Åland (Finlande).

## Histoire
Ce phare porte le nom de l'inventeur suédois et prix Nobel de physique Gustaf Dalén, fondateur de l'entreprise AGA dans le domaine des phares et bouées de signalisation maritime. C'est le premier de ce type qui a été mis en service en 1947. Il est situé sur un bas-fonds et sa base immergée est une structure creuse en béton armé remplie de sable et de gravier. Le dispositif d'éclairage, la lanterne, est soutenue par quatre piliers qui permettent, en cas de hautes vagues, à l'eau de passer et d'avoir moins de force sur l'ouvrage.
À l'origine le feu était alimenté au gaz d'acétylène. Il a été électrifié avec des panneaux solaires en 1990 lors de son automatisation et de la suppression de sa corne de brume.

## Description
Le phare  est une tourelle circulaire d'environ 6 m surmontée du système d'éclairage de même dimension. L'ensemble est peint en rouge et le dôme de la lanterne est blanche. Il émet, à une hauteur focale de 12 mètres, deux courts éclats blanc, rouge et vert selon différents secteurs toutes les 6 secondes. Sa portée nominale est de 6,5 milles nautiques (environ 12 km).
Identifiant : ARLHS : ALA-007 - Amirauté : C4629  .
|              |
| Îles d'Åland |

|  |
|  |

### Lien connexe
- Liste des phares de Finlande